# 透明

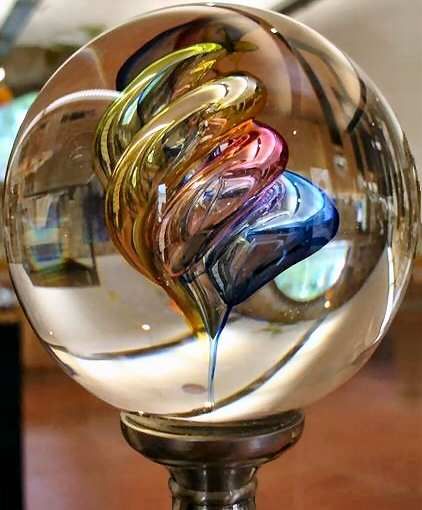
透明玻璃球

在光学中，透明是允许光穿透的属性。透明材料可以被透视；即其物理特性允许明晰的图像穿过材料而不會發生顯著的光散射。在宏觀尺度上（尺度遠大於相關光子的波長），可以說光子遵循斯涅爾定律。相反的属性被称为不透明性。半透明材料只允许光散射穿透，即材料会扭曲图像。在矿物学中常用的术语也称透明度。

## 透明
虽然在日常使用中所指的“透明”是对可见光，但它也可以正确应用于指代任何种类的辐射。例如，肉体对X光是透明的，但骨头却不是，使得X光成像对医疗非常有用。
透明材料的例子有空气和其他一些气体，液体比如水，大多数玻璃，以及塑料诸如Perspex和Pyrex。对于透明度通常随光的波长不同而改变的情形，透过该材料的图像会被染色。这是因为玻璃中一些金属氧化物分子，或者更大的着色粒子（比如稀薄的烟雾）的存在。如果很多此类例子在材料中存在，则材料变得不透明，例如浓烟。
从电动力学的结论而言，严格意义上，仅有真空是真正透明的，任何物质都有一定的对电磁波的吸收能力。

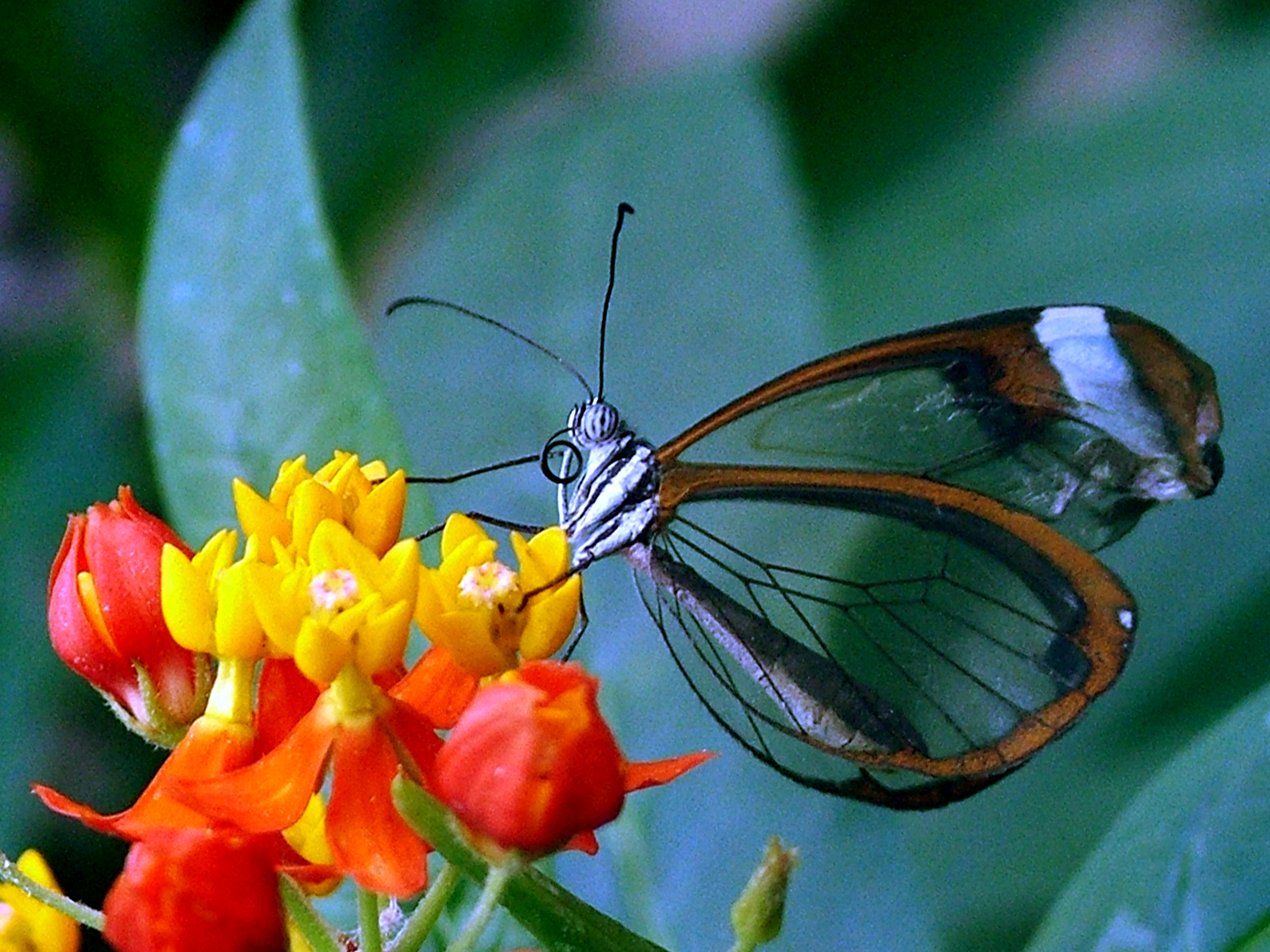
一只带有透明翅膀的蝴蝶。能够透过翅膀清楚的看到躯干

有些透明玻璃墙可以透過使用电荷而被做成不透明的，这种技术称为电致变色显示（技术）。
某些晶体是透明的，因为有很多直线穿过晶体结构所致。光可以沿着这些直线不受阻碍的穿过晶体。
有一种复杂的理论"预言" (计算出)不同材料的吸收与其光谱的相关性－吸收，材料对光子的吸收和吸收光谱学。
计算机术语“透明”可能指客观存在并且运行着但是我们看不到的特性。即它客观存在，但对于大多数、特定类别的开发人员而言是不需要了解的东西，这就是计算机学中所指的透明。换种说法，透明就是一个黑盒，你只需要应用它给出的接口，而不需要了解其内在机理。

## 半透明
透过半透明材料看到的图像是模糊或者扭曲的。半透明材料的例子包括霜化玻璃，纸（透写纸），以及一些种类的琥珀。有些时候半透明物体會被當成不透明物體。例如，很容易看出北极熊的皮毛是白色的，需要靠近看才能看出它其实是半透明的。不透明度的定义是基于材料对入射光的吸收或者反射。